# Abaciscus alishanensis
Abaciscus alishanensis là một loài bướm đêm trong họ Geometridae.